# Desmonte (excavación)

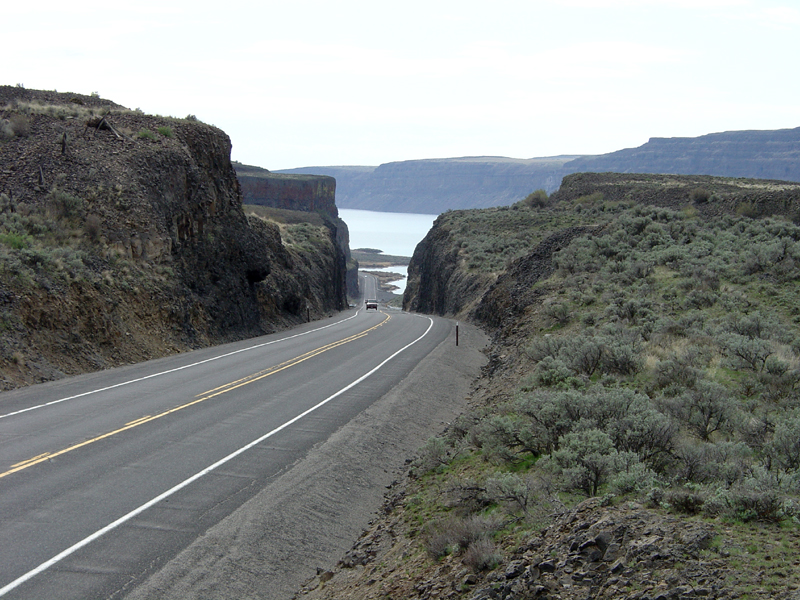
Corte de carreteras.

En ingeniería civil se denomina desmonte a la excavación de tierra que se realiza en un determinado entorno con el fin de rebajar la rasante del terreno, reduciendo así su cota y logrando formar un plano de apoyo adecuado para ejecutar una obra.

## Sistemas constructivos
Existen varios medios constructivos para realizar un desmonte, que generalmente suele depender de la naturaleza geológica-geotécnica del terreno. Así, por ejemplo, en terrenos arenosos, arcilloso-limosos, o materiales disgregados, suele bastar con realizar la excavación mediante una retroexcavadora, o una pala cargadora frontal. Sin embargo, en aquellos terrenos cuya naturaleza es rocosa, puede llegar a ser necesario emplear explosivos para efectuar un desmonte. En los casos intermedios, puede bastar con emplear retroexcavadoras con martillo neumático.

## Talud del desmonte
El ángulo del talud con que se pretende ejecutar el desmonte también depende del factor geotécnico. Los terrenos sueltos requerirán taludes más tendidos (de menor pendiente), generalmente aproximándose al ángulo de rozamiento interno del material de excavación. Por su parte, las geologías rocosas permitirán, por lo general, taludes verticales o sub-verticales, siempre y cuando se trate de roca sana, ya que en caso contrario, dependería del buzamiento del diaclasado.
El objetivo de cualquier obra es reducir los costes de construcción al máximo, motivo por el cual generalmente resulta interesante que los desmontes sean lo más verticales posibles. Con ello se pretende minimizar los volúmenes de excavación y movimiento de tierras, factores que suelen estar asociados a elevados costes económicos, así como reducir al máximo la ocupación de las obras, y por lo tanto, las superficies de expropiación.

## Métodos de estabilización de taludes
Dado que, como se ha indicado previamente, el objetivo constructivo en la ejecución de taludes es conseguir un talud lo más vertical posible, existen diversos medios para mejorar dicha pendiente, mejorando la estabilidad del talud ejecutado.